# Hadamar
Hadamar è un comune tedesco di 13 042 abitanti, situato nel land dell'Assia.

## NS-Tötungsanstalt Hadamar
Ai margini della città, nei pressi della Clinica di Psichiatria Forense/Centro di Psichiatria Sociale, è situato il monumento detto Memorial Hadamar. Questo commemora l'assassinio di circa 15.000 persone disabili durante il nazismo nell'ambito del programma di eugenetica Aktion T4 presso l'allora NS-Tötungsanstalt Hadamar. Dal gennaio all'agosto 1941, nella prima fase del programma di eugenetica, 10.072 individui furono uccisi nelle camere a gas della clinica. Altre 4.000 persone vennero uccise, fino al marzo 1945, per mezzo della privazione di cibo o dell'iniezione letale. I cadaveri venivano bruciati nel forno crematorio sito sempre all'interno dell'edificio.